# Йохан III (Брабант)
Йохан III или Жан III, Йоан III, наричан Триумфатор, Победоносния (на немски: Johann III, der Triumphator; * 1300, † 5 декември 1355, Брюксел) от род Регинариди, е херцог на Брабант и Лимбург от 1312 до 1355 г.

## Живот
Той е единственият син на Йохан II († 27 октомври 1312) и Маргарета Английска Плантагенет (1275 – 1333), седмата дъщеря на английския крал Едуард I и Елинор Кастилска.
Йоан III се жени през 1311 г. за Мария д'Еврьо (* 1303 † 1335), дъщеря на Луи д’Eврьо († 19 май 1319), граф на Éврьо (син на френския крал Филип III и втората му съпруга Мария Брабантска) и съпругата му Маргарета от Артоа.
Понеже тримата му сина умират преди него и нямат наследници, херцогствата на Йоан III са наследени от най-голямата му дъщеря Йоана.

## Деца
Йоан III и Мария д'Еврьо имат децата:
- Йохана (* 24 юни 1322, † 1 ноември 1406), херцогиня на Брабант и Лимбург от 1355 до 1406 г.; ∞ (I.) 1334 г. за Вилхелм от Авеснес (* 1317, X 1345), като Вилхелм IV граф на Холандия и като Вилхелм II граф на Хенегау; (II.) 1352 г. за Венцел I Люксембургски (* 1337, † 1383), граф, от 1353 г. херцог на Люксембург.
- Маргарета (* 1323, † 1368), ∞ 1347 Лудвиг II (* 1330, † 1384), граф на Фландрия
- Мария (* 1325, † 1399), ∞ 1347 Райналд III Дебели (* 1333, † 1371), херцог на Гелдерн
- Йохан (* 24 ноември 1327, † 1335/1336) ∞ 1332 в Париж за Мари (* 1326, † 22 септември 1333), дъщеря на Филип VI
- Хайнрих († 29 ноември 1349), ∞ 21 юни 1347 за Жана (* 24 юни 1343, † 3 ноември 1373), дъщеря на Жан II Добрия, крал на Франция
- Готфрид († 1352)